# Pomme de l'Estre

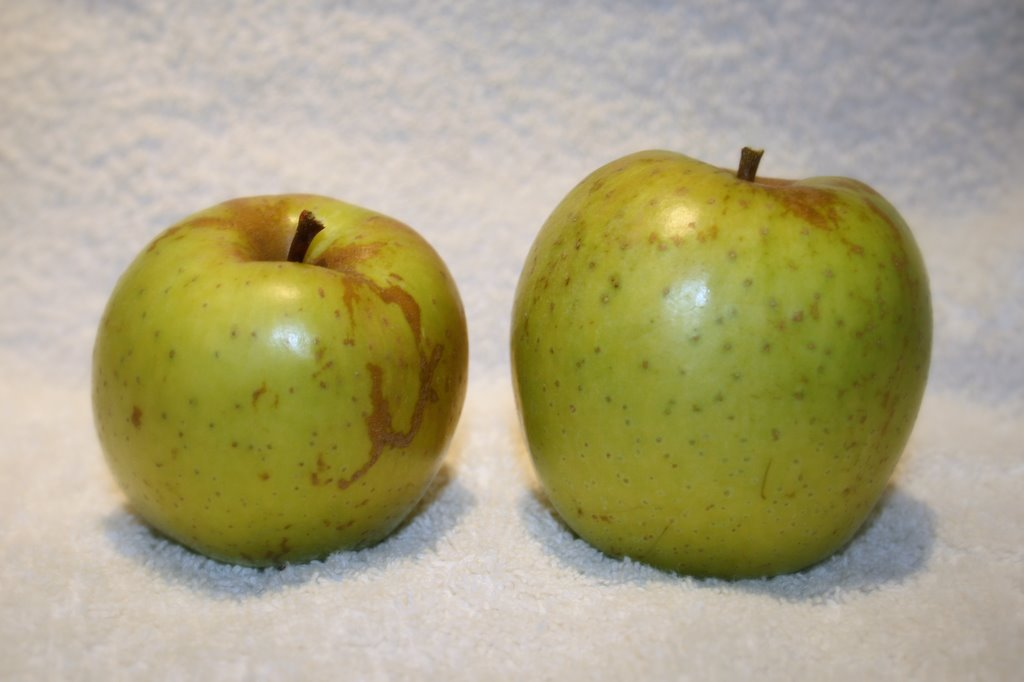
Pommes de l'Estre

La pomme de l'Estre est une variété ancienne (1750) de pomme originaire du Limousin et d'Auvergne. Elle a un long pouvoir de conservation.
Elle a pour synonymes : Reinette de Brive, Sainte-Germaine, de Saint Germain, Lombard, Lettre, de Comte, Reinette à Cul Noir.
En occitan, "de l'estro" signifie "de la fenêtre". Le pommier de l'estre, c'est donc le pommier situé près de la fenêtre, celui dont le paysan qui abritait Turgot et sa suite à Saint-Germain-les-Vergnes en Corrèze aurait parlé en disant à sa femme "donne leur quelques pommes du pommier de l'estre"... Turgot les aurait trouvées si bonnes qu'il décida de les faire connaître.
Elle est aujourd'hui une des variétés préférées des amateurs de pommes.

## Description
C'est une pomme à peau épaisse légèrement rugueuse, de couleur jaune à verte parfois légèrement rosé au soleil, avec un "liège" marqué autour du pédoncule.
Sa forme est souvent conique, asymétrique, bosselée (gibbosité), à pédoncule de taille moyenne.
Sa chair est ferme, blanche jaunâtre, sucrée, un peu acide et juteuse. Bien parfumée à partir de décembre.
Elle est à maturité seulement vers novembre mais de très bonne conservation (jusqu'en juin).

## Culture
La "de l'Estre" pousse sur des pommiers moyennement vigoureux et productifs. La variété peut avoir tendance à l'alternance. Le port de l'arbre est dressé (Type 2).
Sa floraison tardive lui permet d'éviter les gelées printanières.
Elle est pollinisée par Reine des Reinettes et Golden delicious.
Cette variété rustique et peu sensible aux maladies est une excellente variété pour jardinier amateur.